# Seif Heneida
Seifeldin "Seif" Heneida Abdelsalam (ur. 28 marca 2005) – katarski lekkoatleta specjalizujący się w skoku o tyczce.
Jego siostra Bassant Hemida oraz jego brat Bassem Hemeida również uprawiają lekkoatletykę.

## Kariera
W 2022 roku wywalczył złoty medal mistrzostw Azji U-18. Rok później został halowym wicemistrzem Azji, jak również zdobył złote medale m.in. na mistrzostwach Azji U-20 i mistrzostwach panarabskich.

## Rekordy życiowe
Rekord na stadionie to 5,50 m i zawodnik ustanowił go 4 czerwca 2023 w Yecheon, natomiast rekord uzyskany w hali to 5,35 m i został ustanowiony 12 lutego 2023 w Astanie. Oba te rekordy są również rekordami Kataru.